# Emanuele Fuamatu
Emanuele Tusitatino Tauolo Fuamatu (Sydney, 27 ottobre 1989) è un ex pesista australiano naturalizzato samoano.

## Biografia
Nato in Australia, ha gareggiato alle maggiori competizioni giovanili mondiali per la nazionale australiana, dove è stato dal 2005 al 2008 campione juniores di getto del peso, per poi scegliere di rappresentare internazionalmente l'arcipelago di Samoa a partire dal 2010. Nel 2012, dopo aver vinto i Campionati oceaniani, è stato scelto a rappresentare Samoa ai Giochi olimpici di Londra 2012, fermandosi in qualificazione.

## Palmarès
| Anno                              | Manifestazione          | Sede        | Evento              | Risultato | Prestazione | Note |
| --------------------------------- | ----------------------- | ----------- | ------------------- | --------- | ----------- | ---- |
| In rappresentanza dell' Australia |                         |             |                     |           |             |      |
| 2005                              | Mondiali allievi        | Marrakech   | Getto del peso      | 7º        | 18,70 m     |      |
| 2006                              | Mondiali juniores       | Pechino     | Getto del peso      | 22º (q)   | 17,97 m     |      |
| 2006                              | Mondiali juniores       | Bydgoszcz   | Getto del peso      | 9º        | 19,11 m     |      |
| In rappresentanza delle Samoa     |                         |             |                     |           |             |      |
| 2010                              | Campionati oceaniani    | Cairns      | Getto del peso      | Bronzo    | 16,54 m     |      |
| 2010                              | Giochi del Commonwealth | Nuova Delhi | Getto del peso      | 8º        | 17,15 m     |      |
| 2011                              | Universiadi             | Shenzen     | Getto del peso      | 11º       | 18,32 m     |      |
| 2011                              | Campionati oceaniani    | Apia        | Getto del peso      | Oro       | 17,79 m     |      |
| 2011                              | Campionati oceaniani    | Apia        | Lancio del disco    | Argento   | 42,14 m     |      |
| 2011                              | Campionati oceaniani    | Apia        | Lancio del martello | Oro       | 46,70 m     |      |
| 2011                              | Giochi del Pacifico     | Numea       | Getto del peso      | Argento   | 18,11 m     |      |
| 2011                              | Giochi del Pacifico     | Numea       | Lancio del disco    | 5º        | 43,22 m     |      |
| 2011                              | Giochi del Pacifico     | Numea       | Lancio del martello | 4º        | 44,77 m     |      |
| 2012                              | Mondiali indoor         | Istanbul    | Getto del peso      | 22º (q)   | 18,60 m     |      |
| 2012                              | Campionati oceaniani    | Cairns      | Getto del peso      | Oro       | 18,26 m     |      |
| 2012                              | Giochi olimpici         | Londra      | Getto del peso      | 34º (q)   | 17,78 m     |      |
| 2014                              | Campionati oceaniani    | Avarua      | Getto del peso      | Argento   | 18,49 m     |      |